# François d'Aix de La Chaise
François d'Aix de la Chaise (Château d'Aix, 25 de agosto de 1624 – París, 20 de enero de 1709) fue un religioso francés, jesuita, confesor de Luis XIV de Francia de 1675 hasta su muerte. Fue sobrino del padre Pierre Coton, confesor de Enrique IV de Francia.

## Biografía
François de la Chaise nació en Château d'Aix (Aix-la-Fayette, Puy-de-Dôme, Auvergne), hijo de Georges d'Aix, señor de La Chaise, y de Renée de Rochefort.
Por parte de su madre era sobrino de Pierre Coton, confesor de Enrique IV de Francia. Emprendió la carrera eclesiástica y entró como novicio en la Compañía de Jesús antes de completar sus estudios en Lyon, donde, después de tomar los votos perpetuos, fue profesor de Filosofía, atrayendo a sí un gran número de estudiantes por su fama en todas partes de Francia.
Por la influencia de Camille de Villeroy, arzobispo de Lyon, Père de La Chaise en 1674 fue nombrado confesor de Luis XIV de Francia, el cual lo nombró junto con Harlay de Champvallon, arzobispo de París, administrador de los patronatos eclesiásticos de la corona de Francia. El confesor unió su influencia a la de Madame de Montespan para inducir al rey a abandonar su relación con Madame de Montespan. Más de una vez, especialmente en Pascua, manifestaba dolores que lo obligaban, misteriosamente, a ir a la cama para evitar absolver los muchos pecados de Luis XIV.
Con la caída en desgracia de Madame de Montespan y el surgimiento de Madame de Maintenon, su influencia se incrementó en gran medida. El matrimonio entre Luis XIV y Madame de Maintenon se celebró con su presencia en la capilla de Versalles. Durante la larga lucha por el galicanismo entre Luis XIV y el papa Inocencio XI, Père de la Chaise tomó partido a favor del rey de Francia apoyando su prerrogativa, y también utilizó su influencia en Roma para conciliar la autoridad papal con el trabajo del monarca. Fue uno de los principales responsables de la revocación del edicto de Nantes, necesaria para la aprobación de las brutales medidas aplicadas más tarde a los protestantes.
Ejerció asimismo una modesta influencia sobre el celo de Luis XIV contra los jansenistas y Saint-Simon, que se había opuesto en muchos ámbitos, lo que le definió por esto lleno de humanidad y justicia.
El cementerio del Père Lachaise de París tomó el nombre del padre François, que fue propietario de los vastos terrenos sobre los cuales se construyó el cementerio. El padre François ejerció sobre el rey una influencia moderadora y, gracias a ello, amplió sus recursos.